# Attacus
Attacus é um gênero de mariposa pertencente à família Bombycidae.

## Espécies
- Attacus atlas (Linnaeus, 1758)
- Attacus aurantiacus Rothschild, 1895
- Attacus dohertyi Rothschild, 1895
- Attacus inopinatus Jurriaanse & Lindemans, 1920
- Attacus intermedius Jurriaanse & Lindemans, 1920
- Attacus suparmani Paukstadt & Paukstadt, 2002
- Attacus wardi Rothschild, 1910